# Чеботько Михайло Ульянович
Михайло Ульянович Чеботько (15 травня 1920, Сумська область — 31 липня 1944, Польща) — командир батальйону 220-го стрілецького полку, капітан. Герой Радянського Союзу.

## Біографія
Народився 15 травня 1920 року у селі Рубаново Липоводолинського району Сумської області. У дитинстві з батьками переїхав до Ярославської області. Жив у селищі Бурмакіно Некрасовського району. Тут закінчив школу-семирічку, пішов працювати.
У 1937 році був призваний до Червоної Армії. У 1940 році закінчив Астраханське кулеметне училище. Учасник німецько-радянської війни з червня 1941 року. У 1943 році закінчив курси удосконалення офіцерського складу. У боях за визволення Польщі капітан Чеботько вже командував стрілецьким батальйоном. Відзначився при форсуванні річки Вісла.
У ніч на 29 липня 1944 року батальйон капітана Чеботько форсував річку Віслу у районі села Колішани та захопили плацдарм. З настанням дня противники пішли в атаку, прагнучи скинути радянські підрозділи назад у річку. Комбат грамотно організував оборону. Відбиваючи численні контратаки противника, утримав захоплені позиції. Був поранений у голову, але продовжував керувати боєм. Особисто брав участь у відбитті контратак. У боях на плацдармі батальйоном було винищено близько 300 німецьких солдатів та офіцерів та підбито дві самохідні гармати.
31 липня 1944 року склалося критичне становище, підходили до кінця боєприпаси, а натиск ворога не слабшав. При відбиванні п'ятої за день контратаки, коли противники впритул підійшли до позицій, бійці батальйону зав'язали рукопашний бій. Ворог був відкинутий, але у бою загинув командир батальйону.
Указом Президії Верховної Ради СРСР від 24 березня 1945 року за зразкове виконання завдань командування та проявлені мужність та героїзм у боях з німецько-ворожими загарбниками капітану Чеботько Михайлу Ульяновичу присвоєно звання Героя Радянського Союзу посмертно.
Нагороджений орденами Леніна, Червоної Зірки.
Був похований у селі Колішани Пулавського повіту Люблінського воєводства, Польща.
У селищі Бурмакіно його ім'ям названо одну з вулиць.